# Kuma Miko
Kuma Miko (くまみこ?), también conocido como Girl Meets Bear, es un manga escrito por Masume Yoshimoto. Una adaptación al anime comenzó a transmitirse el 3 de abril de 2016. Entre los meses de junio y agosto de 2016 se publicaron dos animaciones originales en formato OVA.

## Argumento
Machi es una miko de un templo shinto de la región de Tōhoku. Vive con su guardián, el oso parlante Natsu. Al manifestar Machi su deseo de estudiar en la ciudad, Natsu la somete a una serie de pruebas para que ella pueda sobrevivir en la ciudad.

## Personajes
- Machi Amayadori (雨宿 まち Amayadori Machi?)
- Natsu Kumai (クマ井 ナツ Kumai Natsu?)
- Yoshio Amayadori (雨宿 良夫 Amayadori Yoshio?)
- Etsuko Amayadori (雨宿 エツ子 Amayadori Etsuko?)
- Fuchi Amayadori (雨宿 フチ Amayadori Fuchi?)
- Hibiki Sakata (酒田 響 Sakata Hibiki?)

## Media

### Manga
Está siendo publicado en la revista mensual Comic Flapper de la editorial Kadokawa Shōten. A la fecha, presenta 8 tomos y aún sigue en publicación. La editorial Tong Li Publishing Co., Ltd. está publicando la obra en Taiwán.

#### Publicaciones
| Volumen | Fecha de publicación en Japón | Fecha de publicación en Taiwán !!Fecha de publicación en Estados Unidos |                          |
| ------- | ----------------------------- | ----------------------------------------------------------------------- | ------------------------ |
| 01      | 23 de octubre de 2013         | 17 de febrero de 2016                                                   | 20 de septiembre de 2016 |
| 02      | 23 de mayo de 2014            | 17 de febrero de 2016                                                   | 20 de diciembre de 2016  |
| 03      | 22 de diciembre de 2014       |                                                                         | 14 de febrero de 2017    |
| 04      | 23 de mayo de 2015            |                                                                         | 18 de abril de 2017      |
| 05      | 23 de octubre de 2015         |                                                                         | 18 de julio de 2017      |
| 06      | 23 de marzo de 2016           |                                                                         | 24 de octubre de 2017    |
| 07      | 19 de septiembre de 2016      |                                                                         |                          |
| 08      | 20 de marzo de 2017           |                                                                         |                          |

### Anime
Una serie de Anime ha sido adaptada por los estudios Kinema Citrus y EMT Squared, y constó de 12 episodios.
En los Estados Unidos, la serie ha sido licenciada por Funimation, por cuyo sitio es transmitida. La empresa también se encarga de distribuir la serie en Latinoamérica. En Francia, el anime es transmitido a través del sitio web Anime Digital Network.

#### Lista de episodios
| #  | Título                                                      | Fecha de Emisión Japón |
| -- | ----------------------------------------------------------- | ---------------------- |
|    |                                                             |                        |
| 1  | «Kuma to Shoujo Owakare no Jikan» (クマと少女 お別れの時間) | 3 de abril de 2016     |
| 2  | «Kewashiki Michi» (険しき道)                                | 10 de abril de 2016    |
| 3  | «Dentou wo Mamoru Mono» (伝統を守る者)                      | 17 de abril de 2016    |
| 4  | «Mura no Takaramono» (村の宝物)                             | 24 de abril de 2016    |
| 5  | «Urahara» (ウラハラ)                                        | 1 de mayo de 2016      |
| 6  | «Senkusha no Mura» (先駆者の村)                             | 8 de mayo de 2016      |
| 7  | «Kikase» «Kikase» (キカセ)                                  | 15 de mayo de 2016     |
| 8  | «On The Floor»                                              | 22 de mayo de 2016     |
| 9  | «Commercial» (コマーシャル)                                 | 29 de mayo de 2016     |
| 10 | «Sore tte Idol!?» (それってアイドル!?)                      | 5 de junio de 2016     |
| 11 | «Tokai e Go?» (都会へGO?)                                   | 12 de junio de 2016    |
| 12 | «Ketsudan» (決断)                                           | 19 de junio de 2016    |

#### Reparto
| Personaje        | Seiyū Original (Japón) |
| ---------------- | ---------------------- |
| Machi Amayadori  | Natsumi Hioka          |
| Natsu Kumai      | Hiroki Yasumoto        |
| Yoshio Amayadori | Kazuyuki Okitsu        |
| Hibiki Sakata    | Eri Kitamura           |
| Shōta            | Ayaka Asai             |
| Kaori            | Shizuka Ishigami       |
| Tamotsu          | Yūko Sanpei            |

#### Banda sonora
- Opening: Datte, Gyutteshite. (だって、ギュってして。) por Maki Hanatani.
- Ending: KUMAMIKO DANCING por Natsumi Hioka, Hiroki Yasumoto y "Kumaide-mura no Minasan".

### OVA
En las ediciones de Blu-ray y DVD de la serie salieron episodios especiales, además de CDs con la banda sonora original. Fueron estrenados dos episodios, uno con cada entrega.

#### Episodios
1. 24 de junio de 2016: Hatsuyuki no Hi (初雪の日).
2. 24 de agosto de 2016: Nacchan, Shougeki Debut! (ナッちゃん、衝撃デビュー！).

## Recepción
El 7° volumen, en su semana de lanzamiento, fue el 41° manga más vendido, alcanzando las 24.317 copias vendidas.